# مارکو آلماویوا
مارکو آلماویوا (Marco Almaviva) (زادهٔ ۲۳ ژانویهٔ ۱۹۳۴) نقاش اهل ایتالیا، شهر نووی لیگوره استان آلساندریا است. پدر او آرماندو واسالو نیز یک تندیس ساز شناخته شده بود.